# Siegfried Verbeke
Siegfried Verbeke (* 21. Juni 1941) ist ein belgischer Rechtsextremist und Holocaustleugner.

## Leben
Verbeke wurde wiederholt wegen Holocaustleugnung in Büchern, Broschüren und auf Internetseiten verurteilt. Gegen ihn wird u. a. in der Bundesrepublik Deutschland, den Niederlanden und Belgien von den Strafbehörden ermittelt. Verbeke wurde finanziell von der rechtsextremistischen Bewegung Voorpost unterstützt.
Verbeke ist, zusammen mit seinem Bruder Herbert Verbeke, Mitglied der selbstgegründeten Stiftung Vrij Historisch Onderzoek (kurz VHO), außerdem war er Mitglied des Vlaamse Militanten Orde (kurz VMO), der 1981 verboten wurde. Die Brüder dieses Ordens veröffentlichten pseudowissenschaftliche, revisionistische Schriften.
1991 veröffentlichte Verbeke das Buch Het Dagboek van Anne Frank: een kritische benadering („Das Tagebuch von Anne Frank: eine kritische Annäherung“), in dem er die Echtheit des Tagebuches anzweifelte. Er behauptet u. a., Otto Frank habe das Tagebuch nach dem Krieg geschrieben, da z. B. der Schreibstil zu erwachsen für eine junge Frau sei und der Kugelschreiber erst nach 1945 erfunden worden sei. Von 1992 bis 1993 ging die Anne Frank-Stiftung gegen Verbeke gerichtlich vor, der Vorwurf der Fälschung war vor Gericht nicht haltbar. Der Amsterdamer Gerichtshof untersagte Verbeke in letzter Instanz am 27. April 2000, sein Buch in den Niederlanden zu verbreiten.
Bis 1995 war Verbeke Mitglied der rechtsextremen flämischen Partei Vlaams Blok.
Verbeke war bis zur Ausgabe 2/98 Chefredakteur der Vierteljahreshefte für freie Geschichtsforschung (VffG), gab dann aber diesen Posten zugunsten Germar Rudolf ab, wahrscheinlich zum Schutz vor weiteren Maßnahmen der belgischen Polizei. Zuschriften waren ab diesem Zeitpunkt an ein Postfach Germar Rudolfs in England zu richten.
Am 9. September 2003 wurde Verbeke, sowie sein Bruder, vom Strafgericht in Antwerpen zu einem Jahr Haft auf Bewährung verurteilt, da er die Broschüre Minimizing the Nazi genocide against the Jews verbreitete.
Das Amtsgericht in Mannheim erließ im November 2004 einen Internationalen Haftbefehl gegen ihn aufgrund der Verbreitung holocaustleugnender Schriften durch die VHO. Verbeke wurde am 26. November 2004 von der belgischen Polizei festgenommen, aber nicht nach Deutschland ausgeliefert und kurze Zeit später freigelassen, da in Belgien ebenfalls ein Strafverfahren gegen ihn geführt wurde. Im Sommer 2005 wurde Verbeke aber aufgrund desselben Haftbefehls in Amsterdam auf dem Flughafen Schiphol von der niederländischen Polizei festgenommen und im Herbst an die Bundesrepublik Deutschland ausgeliefert, wo er bis Mai 2006 in Untersuchungshaft saß. Das Landgericht Mannheim hat im Oktober die Eröffnung des Hauptverfahrens abgelehnt und den Haftbefehl aufgehoben.
Im Jahr 2008 wurde Verbeke in Belgien wegen Holocaustleugnung zu einer Geldstrafe von 25.000 € verurteilt.